# آماریلدو (بازیکن فوتبال، زاده ۱۹۶۴)
آماریلدو سوزا دو آمارال (به پرتغالی: Amarildo Souza do Amaral) مهاجم اهل برزیل است که در شهر کوریتیبا و در تاریخ ۲ اکتبر ۱۹۶۴ به دنیا آمده‌است.
آماریلدو سوزا دو آمارال در تیم‌های فوتبال Toledo Work سابقهٔ حضور دارد.